# Marcel Dalio
Marcel Dalio (Paris, França, 23 de novembro de 1899 – 18 de novembro de 1983), nascido Marcel Benoit Blauschild, foi um ator de cinema francês que posteriormente trabalhou em Hollywood. Conhecido por atuar em Casablanca (1942), To Have and Have Not (1944), Os Homens Preferem as Loiras (1953), Sabrina (1954) e pelos filmes de Jean Renoir, A Grande Ilusão (1937) e A Regra do Jogo (1939).

## Vida e carreira
Marcel Benoit Blauschild nasceu em Paris sendo filho de pais imigrantes judeus-romenos. Ele estudou no Conservatório de Paris e participou de revistas a partir de 1920. Adotou o nome artístico de Marcel Dalio começando a interpretar em peças de teatro e começou a atuar em filmes franceses na década de 1930. Seu primeiro grande sucesso no cinema foi em Pépé le Moko (1937) de Julien Duvivier, alcançando prestígio internacional através do diretor Jean Renoir com A Grande Ilusão (1937) e A Regra do Jogo (1939).
Após se divorciar de sua primeira esposa, Jany Holt o ator se casou com a jovem atriz Madeleine Lebeau em 1939.

### Exílio em tempo de guerra
Em junho de 1940, Dalio e Lebeau deixaram Paris à frente do exército alemão invasor e chegaram a Lisboa. Presume-se que eles tenham recebido vistos de trânsito por meio de Aristides de Sousa Mendes permitindo-lhes entrar na Espanha e viajar para Portugal. Levaram dois meses para obter vistos para o Chile. No entanto, quando seu navio, o SS Quanza parou no México, eles ficaram presos (junto com cerca de 200 outros passageiros) quando os vistos chilenos que haviam comprado acabaram sendo falsificados. Eventualmente, eles conseguiram passaportes canadenses temporários e entraram nos Estados Unidos. Enquanto isso, o exército nazista alemão que avançava na França ocupada usava pôsteres de seu rosto como representante de "um judeu típico". Todos os outros membros da família de Dalio morreram em campos de concentração nazistas.
Em Hollywood, embora Dalio nunca tenha conseguido recuperar o perfil que tinha na França, ele apareceu em 19 filmes americanos durante a Segunda Guerra Mundial, em papéis estereotipados retratando um francês. O primeiro filme de Dalio nos Estados Unidos foi a comédia de Fred MacMurray Uma Noite em Lisboa (1941), na qual ele interpretou um concierge de hotel. Na mesma época, ele apareceu no filme Unholy Nights, com Edward G. Robinson e ao lado de Gene Tierney em The Shanghai Gesture (também de 1941). No ano seguinte, apareceu em Flight Lieutenant e no mesmo período interpretou o francês Focquet em The Pied Piper, Neste filme, Monty Woolley interpretou um inglês tentando sair da França com um número cada vez maior de crianças antes da invasão alemã. Dalio então apareceu entre o elenco repleto de estrelas em Tales of Manhattan (ambos de 1942).
No papel não creditado de Emil, o crupiê em Casablanca (também de 1942), ele apareceu na cena em que o Capitão Renault fecha o Rick's Café American sob o pretexto: "Estou chocado, chocado ao descobrir que há jogos de azar acontecendo aqui!". Emil se aproxima dele e lhe entrega o dinheiro de propina de costume , dizendo: "Seus ganhos, senhor", enquanto Rick lança um olhar perplexo para Emil. Sua esposa, Madeleine Lebeau, também estava no filme, interpretando Yvonne, a namorada intermitente de Rick. Em 22 de junho, enquanto Lebeau filmava suas cenas com Hans Twardowski como o oficial alemão, Dalio pediu o divórcio em Los Angeles, alegando deserção.
Ele foi escalado para alguns papéis maiores, por exemplo, nos dramas de guerra Tonight We Raid Calais e Paris After Dark (ambos de 1943), neste último com sua ex-esposa Lebeau também atuando. O ator interpretou um policial francês em A Canção de Bernadette (também de 1943). Seu penúltimo papel em um filme americano durante a guerra foi na adaptação de To Have and Have Not (1944), que o reuniu novamente com Humphrey Bogart.

### Pós-guerra
Quando a guerra na Europa terminou, em maio de 1945, Dalio retornou à França para continuar sua carreira cinematográfica. Sua primeira aparição naquele ano foi em Son dernier rôle (1946). Ele apareceu em mais dez filmes na França e um na Inglaterra até o final da década de 1940 interpretando o Capitão Nikarescu em Black Jack (1950). Dalio atuou em quatro produções americanas em meados da década de 1950. Os Homens Preferem as Loiras estrelado por Jane Russell e Marilyn Monroe e Flight to Tangier (ambos de 1953), estrelado por Joan Fontaine; Lucky Me de Doris Day; e Sabrina (ambos de 1954) com Humphrey Bogart e Audrey Hepburn.

### Morte
Dalio, que atuou em quase 150 filmes, morreu em Paris em 18 de novembro de 1983, apenas 5 dias antes de completar 84 anos. Ele está enterrado no Cimetière parisien de Montrouge, em Hauts de Seine na França.

## Filmografia
- Olive passager clandestin (1931) – Caravanos
- Une nuit à l'hôtel (1932) – Jérôme
- Mon chapeau (1933) – Bokalas
- Les affaires publiques (1934) – Le speaker / Le sculpteur / Le capitaine des pompiers / L'amiral
- Turandot, princesse de Chine (1935) – Hippolyte
- Retour au paradis (1935) – Le notaire
- Le golem (1936) – (não-creditado)
- Quand minuit sonnera (1936)
- Un grand amour de Beethoven (1936) – L'éditeur Steiner
- Pépé le Moko (1937) – L'Arbi
- Le Chemin de Rio (1937) – Pérez
- L'Homme à abattre (1937)
- Marthe Richard au service de la France (1937) – Pedro
- Les Perles de la couronne (1937) – Le ministre d'Abyssinie
- A Grande Ilusão (1937) – Le lieutenant Rosenthal
- Sarati, le terrible (1937) – Benoît
- Naples au baiser de feu (1937) – O fotógrafo
- Miarka (1937) – Le maire
- Les pirates du rail (1938) – O mercenário
- Mollenard (1938) – Happy Jones
- Chéri-Bibi (1938) – Le donneur
- La Maison du Maltais (1938) – Matteo Gordina – le Maltais
- Entrée des artistes (1938) – Le jude d'instruction
- Conflit (1938) – L'usurier / The Money-Lender
- L'esclave blanche (1939) – Le sultan Soliman
- La tradition de minuit (1939) – Édouard Mutter, l'antiquaire
- A Regra do Jogo (1939) – Marquis Robert de la Cheyniest
- Le bois sacré (1939) – Zakouskine, le danseur
- Tempête (1940) – Barel
- Uma Noite em Lisboa (1941) – Concierge
- Unholy Partners (1941) – Molyneaux
- The Shanghai Gesture (1941) – O Mestre da Roda de Fiar
- Flight Lieutenant (1942) – Marcel Faulet (não-creditado)
- The Pied Piper (1942) – Focquet
- Tales of Manhattan (1942) – 2º Vendedor na Santelli's (sequência de Fields) (não creditado)
- Casablanca (1942) – Emil, Croupier do Rick's (não creditado)
- Tonight We Raid Calais (1943) – Jacques Grandet
- De Amor Também Se Morre (1943) – Georges
- Paris After Dark (1943) – Luigi
- Flesh and Fantasy (1943) – Clown (não-creditado)
- The Desert Song (1943) – Tarbouch
- A Canção de Bernadette (1943) – Callet
- Action in Arabia (1944) – Chakka
- Pin Up Girl (1944) – Pierre (não-creditado)
- Wilson (1944) – Premier Georges Clemenceau
- To Have and Have Not (1944) – Gérard
- A Bell for Adano (1945) – Zito
- Son dernier rôle (1946) – Ardouin
- Pétrus (1946) – Luciani
- Temptation Harbour (1947) – Inspector Dupré
- Les Maudits (1947) – Larga
- Snowbound (1948) – Stefano Valdini
- Erreur judiciaire (1948) – Dinari
- Dédée d'Anvers (1948) – Marco
- Sombre dimanche (1948) – Max
- Les amants de Vérone (1949) – Amedeo Maglia
- Hans le marin (1949) – Aimé
- Portrait d'un assassin (1949) – Fred dit Bébé
- Maya (1949) – Le steward
- Menace de mort (1950) – Denis
- Black Jack (1950) – Captain Nikarescu
- Porte d'orient (1950) – Zarapoulos
- On the Riviera (1951) – Philippe Lebrix
- Rich, Young and Pretty (1951) – Claude Duval
- Monte Carlo Baby (1951) – Poulos
- Lovely to Look At (1952) – Pierre
- The Merry Widow (1952) – Sargento
- As Neves do Kilimanjaro (1952) – Emile
- The Happy Time (1952) – Grandpere Bonnard
- Os Homens Preferem as Loiras (1953) – Magistrado
- Flight to Tangier (1953) – Goro
- Lucky Me (1954) – Anton
- La Patrouille des sables (1954) – Maillard
- Sabrina (1954) – Baron St. Fontanel
- Tres hombres van a morir (1954) – Maillard
- Os Amantes do Tejo (1955) – Porfirio
- Jump Into Hell (1955) – Sargento Taite
- Razzia sur la chnouf (1955) – Paul Liski
- Miracle in the Rain (1956) – Garçom Marcel
- Anything Goes (1956) – Capitão Ship's
- Ten Thousand Bedrooms (1957) – Vittorio Cisini
- China Gate (1957) – Padre Paul
- The Sun Also Rises (1957) – Zizi
- Tip on a Dead Jockey (1957) – Toto del Aro
- Alfred Hitchcock Presents (1958) (Terceira temporada, Episódio 22: "The Return of the Hero") - Cabo Marcel Marchand[15]
- Lafayette Escadrille (1958) – Sargento Drill
- The Perfect Furlough (1958) – Henri Valentin
- Alcoa Presents: One Step Beyond (10/2/1959) (Episódio: "The Dark Room") - fantasma Jean Gabeau
- The Man Who Understood Women (1959) – Le Marne
- Pillow Talk (1959) – Pierot
- Can-Can (1960) – Andre
- Classe Tous Risques (1960) – Arthur Gibelin
- Sonho de Amor (1960) – Chelard
- The Devil at 4 O'Clock (1961) – Gaston
- Jessica (1962) – Luigi Tuffi
- Cartouche (1962) – Malichot
- Le Petit Garçon de l'ascenseur (1962) – Antonio
- La loi des hommes (1962) – L'avocat Plautet
- Le Diable et les Dix Commandements (1962) – Le bijoutier / Jeweler (segmento "Luxurieux point ne seras")
- L'Abominable Homme des douanes (1963) – Gregor
- The List of Adrian Messenger (1963) – Max Karoudjian
- Donovan's Reef (1963) – Padre Cluzeot
- À couteaux tirés (1964) – Jean Grégor/Gregor Veloni
- Wild and Wonderful (1964) – Dr. Reynard
- Le monocle rit jaune (1964) – Elie Mayerfitsky
- Un monsieur de compagnie (1964) – Socratès
- Tintin et les Oranges bleues (1964) – (dublador não-creditado)
- Lady L (1965) – Sapper
- Made in Paris (1966) – Georges
- Un garçon, une fille. Le dix-septième ciel (1966) – Le maître d'hôtel
- How to Steal a Million (1966) – Sr Paravideo
- Tendre voyou (1966) – Le père de Véronique
- A 25.ª Hora (1967) – Strul
- Le Plus Vieux Métier du monde (1967) – Me Vladimir Leskov (segmento "Aujourd'hui")
- How Sweet It Is! (1968) – Louis
- Du blé en liasses (1969) – Vanessian
- Justine (1969) – Consul general francês
- Catch-22 (1970) – Velho no Bordel
- The Great White Hope (1970) – Promotor Francês
- L'amour c'est gai, l'amour c'est triste (1971) – M. Paul
- Aussi loin que l'amour (1971) – Le milliardaire
- Papa les p'tits bateaux (1971) – Boudu, le clochard
- Les Yeux fermés (1972) – Le vieux monsieur
- La punition (1973) – Le Libanais
- Les Aventures de Rabbi Jacob (1973) – Rabbi Jacob
- Ursule et Grelu (1974) – Le réceptionniste
- Dédé la tendresse (1974)
- La Bête (1975) – Duc Rammendelo De Balo
- Let Joy Reign Supreme (1975) (não-creditado)
- Trop c'est trop (1975) – Saint-Pierre
- La chatte sur un doigt brûlant (1975) – Hector Franbourgeois
- Le faux-cul (1975) – Cohen
- Hard Love (1975) – Le maître d'hôtel
- L'aile ou la cuisse (1976) – Le tailleur de Duchemin
- La Communion solennelle (1977) – Velho Charles Gravet
- L'ombre des châteaux (1977) – Père Renard
- L'Honorable Société (1978) – Marcel
- Une page d'amour (1978) – Le père de Fanny
- Chaussette surprise (1978) – Monsieur L'église
- Le paradis des riches (1978) – Mathieu
- Brigade mondaine: Vaudou aux Caraïbes (1980) – Mazoyer